# Venturia nashicola
Venturia nashicola är en svampart som beskrevs av S. Tanaka & S. Yamam. 1964. Venturia nashicola ingår i släktet Venturia och familjen Venturiaceae.   Inga underarter finns listade i Catalogue of Life.